# Karl Mayr
Karl Mayr (Mindelheim, 5 gennaio 1883 – Buchenwald, 9 febbraio 1945) è stato un militare tedesco, conosciuto per essere stato uno dei superiori di Adolf Hitler durante la sua carriera militare.
Mayr ordinò infatti a Hitler di unirsi al Partito Tedesco dei Lavoratori (futuro partito nazista) e di scrivere la lettera Gemlich, famoso documento nel quale il futuro dittatore tedesco espresse per la prima volta pubblicamente le sue opinioni antisemite. Iscritto dapprima al neo partito nazista e successivamente al movimento socialdemocratico, con l'ascesa al potere di Hitler, Mayr fuggì a Parigi, ove fu arrestato dalla Gestapo nel 1940 e ucciso il 9 febbraio cinque anni dopo nel campo di concentramento di Buchenwald.

## Biografia
Figlio di un magistrato, dopo essersi diplomato presso il gymnasium Wilhelmsgymnasium, Karl Mayr entrò nell'esercito tedesco il 14 luglio 1901, divenendo un soldato del 1º reggimento di fanteria bavarese. Stimato dai suoi superiori per le capacità fisiche e intellettuali, Mayr compì rapidi progressi all'interno della gerarchia militare, diventando tenente nel 1903 e primo tenente otto anni dopo.
Durante la prima guerra mondiale, Karl Mayr fu affidato a un battaglione che si occupava di combattere nella Lorena e nelle Fiandre, mentre verso l'inizio del 1915 fu arruolato nell'Alpenkorps, un corpo di fanteria da montagna tedesco. Il 1º giugno 1915, Mayr fu promosso al grado di capitano, mentre il 13 marzo di tre anni dopo fu nominato comandante del 1º reggimento di fanteria bavarese, con il quale prestò in Turchia dal 20 luglio al 15 ottobre nell'abito di un'operazione militare volta a fornire supporto all'esercito ottomano.
Poco dopo la fine della guerra, il 1° dicembre 1918, Karl Mayr fu trasferito insieme al suo reggimento a Monaco di Baviera, ove ricevette l'ordine di mantenere l'ordine pubblico a seguito della rivoluzione di novembre. Il 15 febbraio 1919, Mayr fu temporaneamente congedato dall'esercito, tuttavia a maggio fu richiamato e nominato capo del dipartimento di intelligence di Monaco di Baviera, organo che aveva il compito di comprendere la natura rivoluzionaria di un partito e il reale pericolo che poteva rappresentare per lo stato tedesco. 
Durante il periodo in cui ricoprì tale ruolo, Karl Mayr reclutò, all'inizio di giugno del 1919, un soldato nato in Austria, ma residente in Germania da molti anni, di nome Adolf Hitler, incaricandolo di comunicargli le possibili simpatie comuniste dei suoi commilitoni. Lo stesso Mayr dovette tenere dei corsi per alcuni soldati, tra i quali proprio Hitler, in cui impartiva a questi ideali nazionalisti e un odio profondo verso chiunque manifestasse affinità per l'estrema sinistra. Notando il forte anticomunismo di Hitler, Mayr gli diede l'ordine di andare nelle diverse caserme monacensi a tenere discorsi sull'antisovietismo. Inoltre, Mayr ordinò a Hitler di partecipare agli incontri di numerosi partiti politici nascenti al fine di comprenderne la natura rivoluzionaria. Il futuro dittatore tedesco stilò difatti molti relazioni, concernenti il programma dei partiti, le modalità dei loro incontri e le idee che venivano espresse in occasione di questi. Uno dei partiti che Mayr ordinò a Hitler di tenere d'occhio fu proprio il Partito Tedesco dei Lavoratori. Il futuro dittatore, assistendone agli incontri e studiandone il programma politico, rimase impressionato dalle idee antisemite, nazionaliste, anticapitaliste e antimarxiste del fondatore Anton Drexler, il quale, a sua volta, rimase colpito talmente tanto dalle capacità oratorie di Hitler, che lo invitò, il 12 settembre 1919, a tesserarsi al partito. Questo marcava l'inizio della carriera politica di Adolf Hitler, che dopo pochi anni assunse un potere assoluto all'interno del partito.
Tra il 13 e il 18 marzo 1920, Mayr ordinò a Hitler, Dietrich Eckart e Robert Ritter von Greim di recarsi temporaneamente a Berlino al fine di fornire supporto alle lì presenti truppe che contrastavano il Putsch di Kapp. L'8 luglio 1920, Karl Mayr fu congedato dal servizio militare, mentre l'anno dopo si unì al neonato partito nazista. Tuttavia, a causa della strada antidemocratica che Hitler stava facendo imboccare al partito, ne divenne ben presto un critico, arrivando nel 1925 a unirsi al Partito socialdemocratico. Successivamente, fu nominato leader della Reichsbanner Schwarz-Rot-Gold, una forza paramilitare gestita dai socialdemocratici che aveva il compito di tutelare le istituzioni democratiche. Durante i primi anni '30, quando il partito nazista stava rafforzando sempre di più la sua posizione politica, Mayr riuscì a raccogliere informazioni su Georg Bell, un ingegnere nazista la cui stretta amicizia con il capo delle SA Ernst Röhm aveva dato luogo a diverse speculazioni riguardanti una possibile relazione omossessuale tra i due. Mayr condivise tali informazioni con il Vorwärts, il giornale del Partito socialdemocratico, il quale ridicolizzò il partito nazista che, nonostante la sua natura omofoba, aveva nominato come capo della propria forza paramilitare proprio un omossessuale. Dopo che Adolf Hitler fu nominato cancelliere il 30 gennaio 1933, Karl Mayr, temendo di essere un possibile bersaglio per le persecuzioni naziste, fuggì in Francia, riparando a Parigi. 
A seguito dell'invasione tedesca della Francia del 1940, Mayr fu arrestato nella capitale dalla Gestapo e incarcerato nel campo di concentramento di Sachsenhausen fino al 1943, anno in cui fu trasferito nel campo di sterminio di Buchenwald. Karl Mayr fu infine ucciso il 9 febbraio 1945 dalle guardie del campo.